# Paglia Orba
De Paglia Orba is een 2525 meter hoge berg op het Franse eiland Corsica. De berg ligt in het departement Haute-Corse. Door zijn relatief geïsoleerde ligging domineert hij de westkust, en wordt de koningin van de Corsicaanse bergen genoemd, of ook wel de Corsicaanse Matterhorn, vanwege zijn karakteristieke vorm. De berg ligt ongeveer 7 kilometer ten zuidwesten van de Monte Cinto.